# Simulium senile
Simulium senile es una especie de insecto del género Simulium, familia Simuliidae, orden Diptera.
Fue descrita científicamente por Brunetti, 1911.